# Hraniční přechod Habartice–Zawidów
Hraniční přechod Habartice–Zawidów (polsky Przejście graniczne Zawidów–Habartice) je bývalý silniční hraniční přechod na česko-polské státní hranici na hraničním úseku IV/102/3 - IV/102/5 mezi českou obcí Habartice (okres Liberec, Liberecký kraj) a polským městem Zawidów (Okres Zgorzelec, Dolnoslezské vojvodství). Přechod leží v nadmořské výšce 231 m n. m. na silnici I/13; za hranicí pokračuje polská silnice č. 355. Před zrušením byl určen pro pěší, cyklisty, motocykly, osobní automobily, autobusy a nákladní automobily.
Hraniční přechod byl zrušen při vstupu České republiky do Schengenského prostoru v roce 2007. V případě dočasného znovuzavedení ochrany vnitřních hranic je provoz na hraničním přechodu upraven Sdělením Ministerstva vnitra č. 395/2021 Sb.

## Další informace
- 21. září 1938 došlo k přepadení celnice v Habarticích příslušníky sudetoněmeckého Freikorpsu.